# Bachata Sensual
Bachata Sensual ist neben Bachata Urbana und Bachata Dominicana eine weitere Form des Bachata-Tanzes. Bezeichnende Figuren wie Bodywaves und weiche Stilelemente aus verschiedenen Tänzen sind charakteristisch für diesen neueren Trend, der die Körperlichkeit von Mann und Frau betont.

## Entstehung
Durch seine Popularität in Medien wie YouTube, Facebook oder Instagram verbreitete sich der Stil auf der gesamten Welt. Einige der bekanntesten Bachata Sensual Paare wie z. B. Daniel und Desiree oder Pablo und Raquel verzeichnen mehrere Millionen Aufrufe auf ihren Kanälen und Videos. Korke Escalona und Judith Cordero Pereiro, zwei Tanzlehrer aus Cádiz in Spanien, gehören nicht nur zu den bekannteren Vertretern, sondern betrachten sich auch selbst als die ursprünglichen Entwickler der Stilrichtung Bachata Sensual.

## Verbreitung

### Musik
Bachata Sensual lebt durch das Zusammenspiel von Bachatarhythmen mit aktueller Pop-Musik. Das Vertonen von herkömmlicher Musik zu Bachata-tanzbarer Musik durch viele bekannte Latino-Djs beschert der Bachata seit 2008 einen Zuwachs an jungen Tänzerinnen und Tänzern.

### Bachata Festivals & Kongresse
In einige europäischen Städten werden mittlerweile jährliche und mehrtägige Kongresse und Tanzfestivals abgehalten. Beispielsweise der "Bachata Sensual World Congress" (BSWC) in Lloret de Mar, die "Sensual Week" in Cadiz oder die "Summer Sensual Days" in Rovinj.